# Casio PV-100

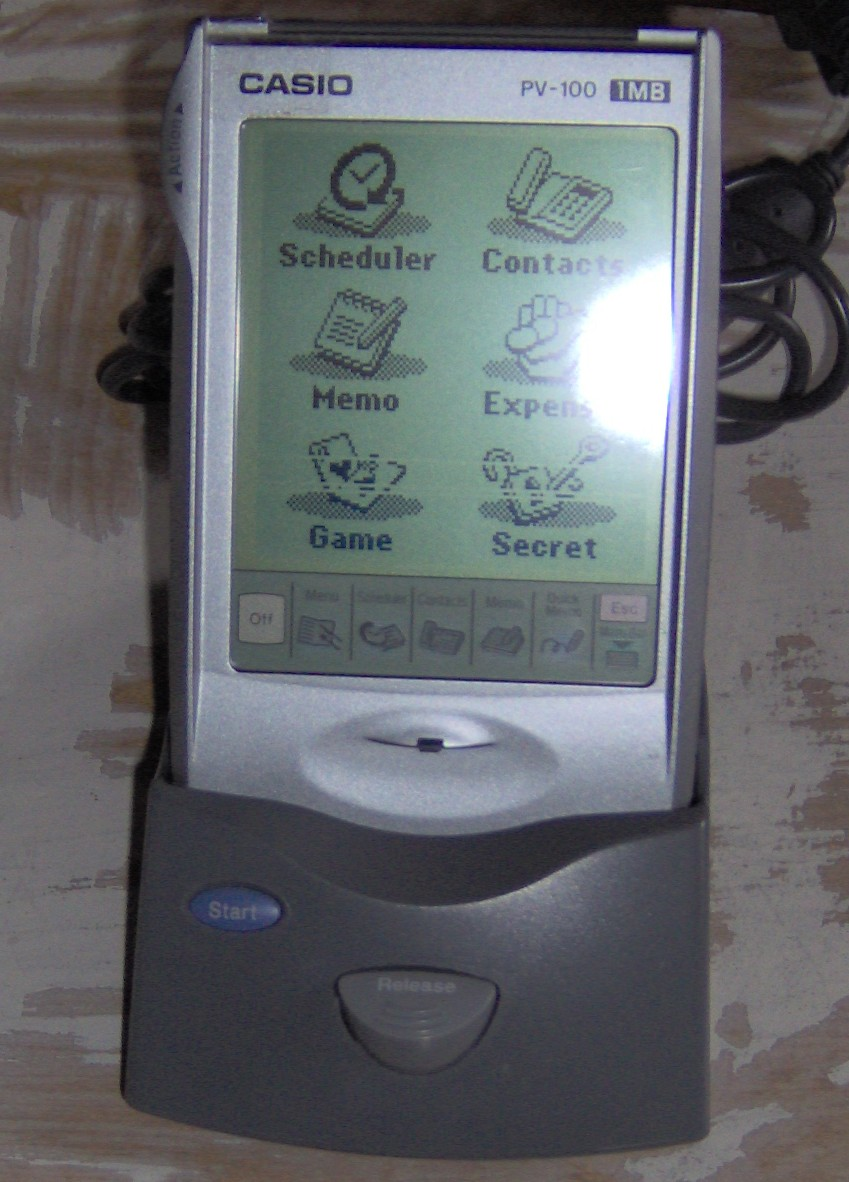
Casio PV-100 en su cuna

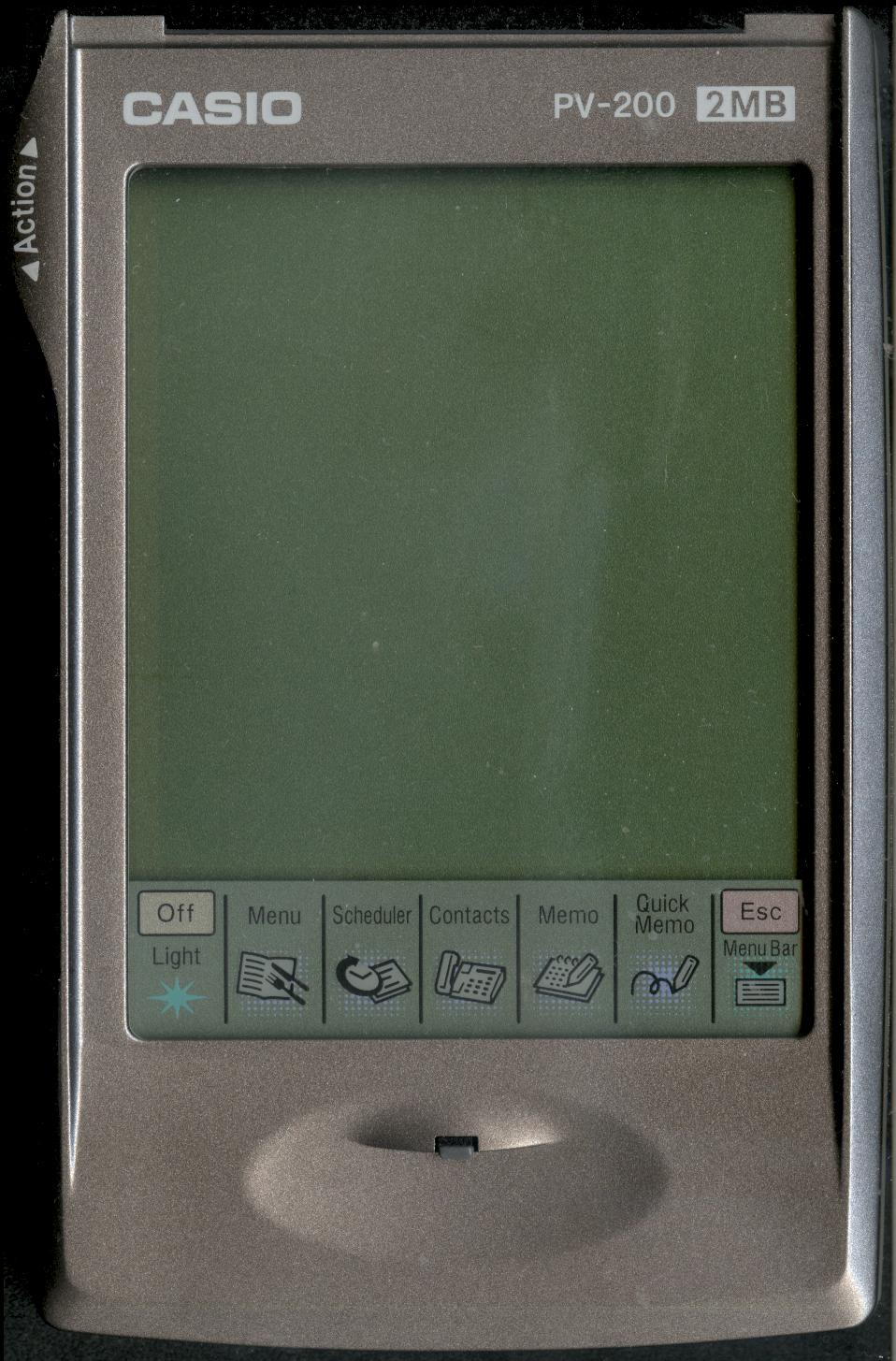
Casio PV-200

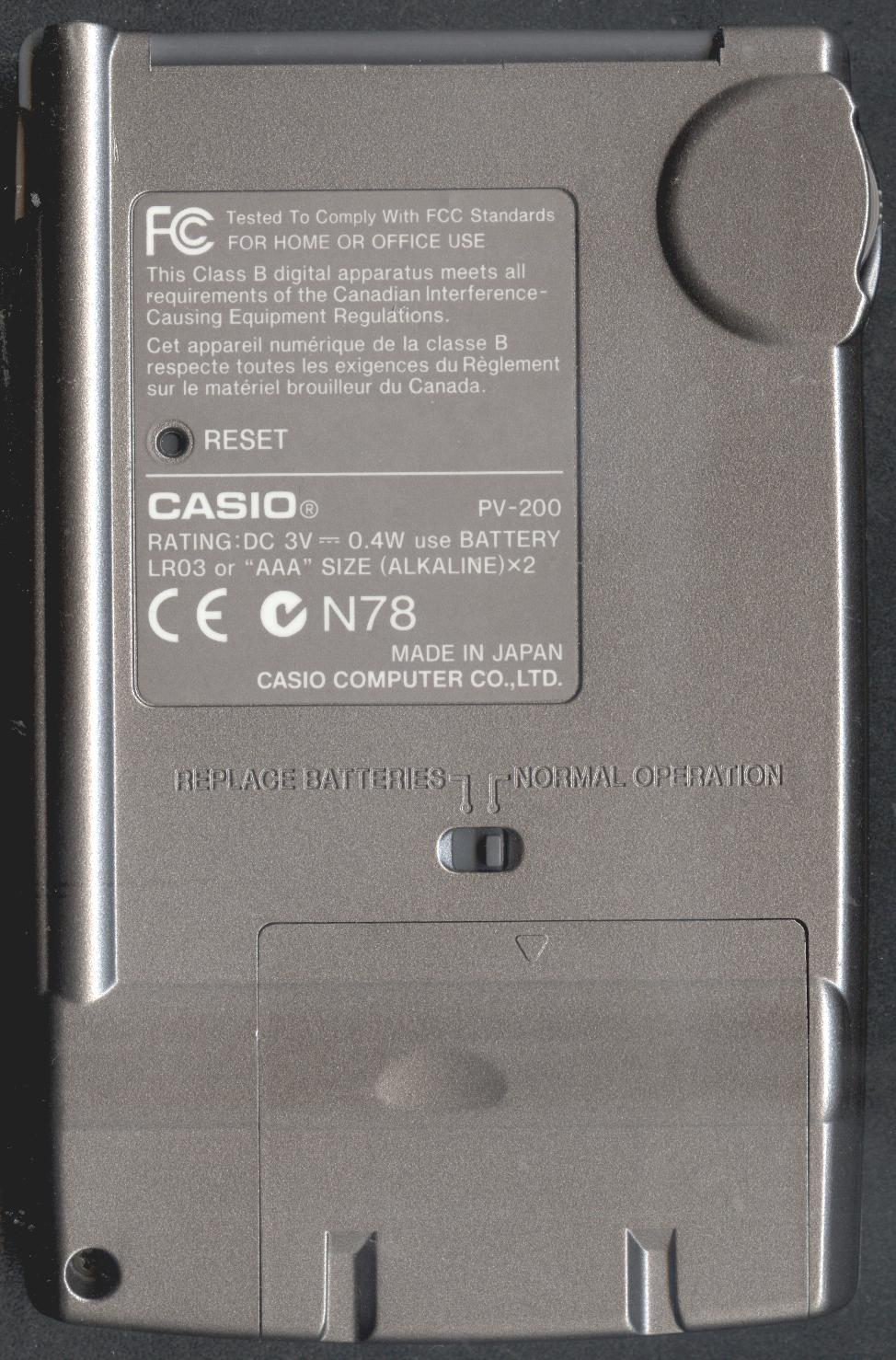
Casio PV-200

Las Casio PV-100/ Casio PV-200 son los primeros modelos de la gama Pocket Viewer de PDAs fabricado por Casio Computer Co., Ltd. y lanzado a nivel mundial en 1999. Ambos carecen de soporte de add-ins (complementos), y el modelo PV-100 es el único de la gama que carece de retroiluminación. Además de esto, sólo se diferencian en la capacidad de memoria.
El equipo se entrega con una cuna de comunicaciones por puerto serie y dos disquetes con el programa PC Sync 2.0 para Microsoft Windows, junto con los manuales localizados para la zona de venta.
En España es distribuido por Flamagas como el resto de productos Casio

## Detalles técnicos
- CPU NEC V30MZ a 20 MHz
- RAM: 1 o 2 MB (PV-100/PV-200)
- Placa madre con integración LSI
- Pantalla táctil: de escala de grises retroiluminada con una resolución de 128 x 128 pixels, con una profundidad de color de 4 bits. Bajo la pantalla área de acceso a aplicaciones Off, Light (sólo PV-200), Menú, Scheduler, Contacts, Memo, Quick Memo, Esc y Virtual Keyboard
- Conectores: conector en al base de 9 contactos con señales RS-232. La cuna viene equipada con un cable terminado en conector DE-9
- Batería: dos pilas AAA, que proporcionan a unos 20 °C unas 100 horas de presentación continua en el modo Contacts, 70 horas y 55 minutos de presentación continua solamente, y 5 minutos de operación de procesamiento por hora en el modo Contacts. En la PV-200, aproximadamente 60 horas con 55 minutos de presentación continua solamente, y 5 minutos de operación de procesamiento por hora en el modo Contacts, más 3 minutos de operación de la luz de fondo por hora durante el período de presentación continua solamente. Puede operar entre 0 °C y 40 °C
- Consumo de energía: 0,3 Vatios (PV-100) / 0,4 W (PV-200)
- Apagado automático: Aproximadamente 6 minutos después de la última operación de tecla.
- Carcasa: rectangular de plástico gris y marrón con una tapa protectora que se engancha bajo la pantalla, activando al abrirla la pantalla. Tiene un peso de 135 gramos (4,8 onzas) y un tamaño de 14,8 x 79 x 123,5 mm (3,1 x 0,6 x 4,8 pulgadas) plegada, 14,2 x 79 x 123,5 mm desplegada. En el lateral izquierdo tiene una rueda de scroll, en el derecho el alojamiento del stilus, y en la base los conectores para la cuna. En la trasera, pulsador de Reset (debe pulsarse con el stilus) y alojamiento para las pilas con trampilla y bloqueador de seguridad.

## Aplicaciones

### Modos principales
Scheduler (Schedule, To Do, Reminder); Contacts; Memo; Expense Manager; Quick-Memo; y herramientas prácticas (reloj, calendario, calculadora).
Dos juegos de Solitario.

### Almacenamiento de datos
Almacenamiento y llamada de datos de Schedule, To Do, Reminder, Contacts, Memo, Expense, Quick-Memo; presentación de calendario; área de memoria secreta; edición; presentación de condición de memoria.

### Reloj
Hora mundial; alarma Schedule; alarma To Do; alarma Reminder; alarma diaria; precisión bajo temperaturas normales: –3 segundos por día.

### Cálculos
Cálculos aritméticos de 12 dígitos; operaciones aritméticas (+/–/·/‚); memoria
independiente; porcentajes; raíces cuadradas; aproximaciones a 24 dígitos; otros
cálculos combinados.